# Aphonopelma iviei
Aphonopelma iviei är en spindelart som beskrevs av Smith 1995. Aphonopelma iviei ingår i släktet Aphonopelma och familjen fågelspindlar. Inga underarter finns listade i Catalogue of Life.